# Лаутаро Бланко
Лаута́ро Бла́нко (ісп. Lautaro Blanco, нар. 19 лютого 1999, Росаріо) — аргентинський футболіст, захисник клубу «Бока Хуніорс». Виступав також за клуби «Росаріо Сентраль» та «Ельче».

## Ігрова кар'єра
Лаутаро Бланко народився 1999 року в місті Росаріо, та є вихованцем футбольної школи місцевого клубу «Росаріо Сентраль». У 2020 році Бланко розпочав грати в основній команді клубу, в якій виступав до кінця 2022 року, взявши участь у 47 матчах чемпіонату, та став основним гравцем захисту команди.
На початку 2023 року футболіст перейшов до складу іспанського клубу Ла Ліги «Ельче», в якому грав до середини 2024 року. у 2024 році Бланко повернувся на батьківщину до клубу «Бока Хуніорс».